# Циркунівська волость
Циркунівська волость — адміністративно-територіальна одиниця Харківського повіту Харківської губернії.
На 1862 рік до складу волості входили наступні поселення:
- село Циркуни;
- село Черкаські Тишки;
- село Руські Тишки;
- село Руська Лозова.

Найбільші поселення волості станом на 1914 рік:
- село Циркуни — 6416 мешканців.
- село Черкаські Тишки — 5446 мешканців.
- село Руські Тишки — 4823 мешканців.

Старшиної волості був Коновалов Діоміон Єфремович, волосним писарем — Мережко Пилип Михайлович, головою волосного суду — Сикаленко Андрій Михайлович.